# اندیس بولی (گره چقا)
بولی(گره چقا) یک اندیس مصالح ساختمانی است که در حوالی شهر ایلام استان ایلام قرار دارد و مادهٔ معدنی موجود در آن، گچ است.سنگ میزبان این اندیس سنگ گچ است و دیرینگی آن به دوران سازند کلهر می‌رسد. در این اندیس، پاراژنز‌های باریتین یافت می‌شوند.